# 胡時麟
胡時麟（1553年—？），字靈昭，號之罘，浙江紹興府餘姚縣人，竈籍，明朝政治人物。

## 生平
萬曆元年（1573年）癸酉科浙江鄉試第七十六名，萬曆十一年（1583年）癸未科會試第三十五名，登三甲第八十名進士。改翰林院庶吉士，十三年授刑科給事中，十五年升江西佥事，十八年丁憂，二十年調簡，本年補雲南佥事，二十三年闲住。

## 家族
曾祖胡秉彞；祖父胡苗；父胡子仁。前母沈氏；母范氏。具庆下。弟時鳳、時龍、時春、時雨。